# Governo Provisório da Bélgica

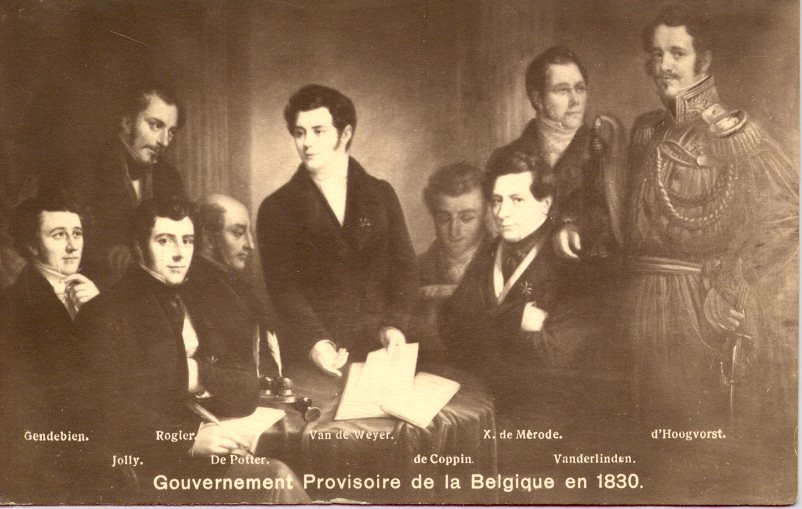
Membros do governo provisório, da esquerda para a direita:Gendebien, Jolly, Rogier, de Potter, Van de Weyer, de Coppin de Falaën, de Mérode, Van der Linden, van der Linden d'Hooghvorst.

O Governo Provisório (holandês: Voorlopig Bewind; francês: Gouvernement provisoire) foi formado como um comitê revolucionário de notáveis durante a Revolução Belga em 24 de setembro de 1830 na Prefeitura de Bruxelas sob o nome de Comissão Administrativa.

## História
Em 26 de setembro a Comissão Administrativa assumiu o título de Governo Provisório e dois dias depois, em 28 de setembro, constituiu um Comitê Central. Este Comitê Central proclamou a independência das "províncias da Bélgica" em 4 de outubro de 1830.  Posteriormente, o termo Governo Provisório foi cada vez mais usado para se referir ao Comitê Central. Além do Comitê Central, havia também Comitês Especiais de Guerra, Assuntos Internos, Finanças, Justiça, Segurança Pública e Diplomacia.
O Governo Provisório exerceu o poder executivo e legislativo até 10 de novembro de 1830, quando o Congresso Nacional se reuniu pela primeira vez. Em 12 de novembro, devolveu formalmente seus poderes ao Congresso Nacional, que posteriormente decidiu confiar o poder executivo ao Governo Provisório. Foi dissolvido em 25 de fevereiro de 1831 depois que Erasme, Barão Surlet de Chokier foi nomeado Regente pelo Congresso Nacional.

## Membros do Governo Provisório
- Charles Rogier (presidente, membro de 25 de setembro de 1830 a 25 de fevereiro de 1831)
- Emmanuel, Baron van der Linden d'Hooghvorst (membro de 24 de setembro a 12 de novembro de 1830)
- Félix, Conde de Mérode (membro de 26 de setembro de 1830 a 25 de fevereiro de 1831)
- Alexandre Gendebien (membro de 26 de setembro de 1830 a 25 de fevereiro de 1831)
- Sylvain Van de Weyer (membro de 26 de setembro de 1830 a 25 de fevereiro de 1831)
- André-Edouard Jolly (membro de 24 de setembro de 1830 a 25 de fevereiro de 1831)
- Feuillen, Barão de Coppin de Falaën (membro de 24 de setembro de 1830 a 25 de fevereiro de 1831)
- Joseph Van der Linden (membro de 24 de setembro de 1830 a 25 de fevereiro de 1831)
- Louis de Potter (membro de 28 de setembro a 13 de novembro de 1830)
- Jean Nicolay (membro de 25 de setembro a 10 de outubro de 1830)